# Désert du Monte
Pour les articles homonymes, voir Monte.

Sculptures liées à l'érosion dans le désert du Monte à Ischigualasto, en Argentine.

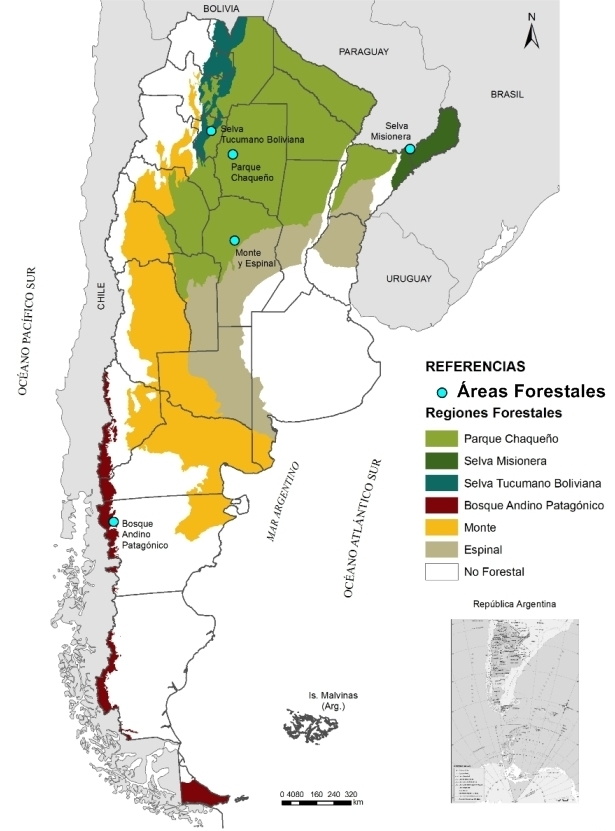
Zones de végétation de l'Argentine : le Monte (jaune)

Le désert du Monte (en espagnol : desierto del Monte) est un désert sud-américain situé en Argentine. Il se trouve au sud-est du désert d'Atacama au Chili, au nord de la Patagonie et à l'est des Andes. Dans la classification de Köppen, il appartient au climat désertique de la diagonale aride d'Amérique du Sud : c'est la région la plus sèche de l'Argentine. Il constitue une écorégion de l'écozone néotropique.

## Géographie
Le Monte se trouve dans l'intérieur de l'Argentine, au pied des Andes. Il s'étend de la province de Salta au nord, vers 24º35 de latitude sud, jusqu'à celle de Chubut, vers 44º20 de latitude sud, et couvre les régions subandines des provinces de Catamarca, La Rioja, San Juan, San Luis, Mendoza, la moitié ouest de la province de La Pampa et l'extrême nord de la province de Río Negro. Il confine au désert d'Atacama au nord-ouest, sur le versant chilien de la cordillère, et aux déserts et steppes de Patagonie au sud-est, sans qu'il y ait de limite nette entre ces espaces. Les écorégions voisines sont les forêts humides des yungas méridionales et la forêt sèche du Gran Chaco au nord, la pampa à l'est, la steppe patagonienne au sud, la steppe des Andes du Sud au sud-ouest, et la puna désertique des Andes centrales au nord-ouest.
Le Monte est borné à l'ouest par la chaîne des Andes, à l'est par la Sierra de Córdoba ; il s'étend de 1 800 m d'altitude jusqu'au niveau de la mer. Le climat est tempéré sec, avec des précipitations faibles (de 80 à 250 mm), tombant pendant l'été austral au nord et au centre ; au sud, le climat est plus froid avec des pluies réparties sur toute l'année. Le désert s'étend sur plus de 2 000 km du nord au sud, la limite entre ces deux régimes de pluie passant vers les 37° de latitude sud. Selon le relief, il peut y avoir d'importantes différences de pluviosité entre des localités distantes de moins de 6 km ; la couverture végétale dépend de l'humidité mais aussi d'autres facteurs comme la présence de dunes ou de  cuvettes salées. Les variations de température peuvent être importantes : à Andalgalá (province de Catamarca), en janvier, elles vont de 38 à 46 °C le jour et de 10 à 21 °C la nuit ; en juillet, de 26 à 36 °C le jour et de -4 à 0 °C la nuit.
Au nord-ouest, les Andes de Tucuman, avec des sommets de plus de 5 000 m comme le Llullaillaco, s'ouvrent sur le plateau du Monte par des vallées d'érosion très encaissées (quebradas), donnant naissance à plusieurs rivières comme le Río Salado (Río Desaguadero) et le Río Bermejo qui, en phase humide, se jettent dans le Rio Paraná. À l'ouest, le massif de La Rioja, plus bas et plus morcelé, a cependant quelques sommets de plus de 5 000 m  comme le Famatina (Cerro General Belgrano) ; l'eau reste enfermée dans des cuvettes (bolsones (en)). La Sierra de Córdoba, moins haute (2 350 m), arrosée par les vents sudestos venus de l'Atlantique, ne donne que des petites rivières désignées par des numéros, Rio Primo, Rio Secundo, Tercio, Cuarto, Quinto, qui, le plus souvent, se perdent dans les étendues arides du Monte, à l'exception du Rio Cuarto qui, sous le nom de Río Carcarañá, atteint un bras du Rio Paraná. Au sud-ouest, les Andes forment les plus hauts sommets du continent, Aconcagua (7 200 m), Mercedario (6 800 m), Tupungato (6 830 m), mais leur climat sec ne donne naissance qu'à des rivières de débit variable, Río Mendoza, Río Atuel, qui vont se perdre dans la vallée asséchée du Río Desaguadero.
Les lagunes de Guanacache, Desaguadero et du Bebedero, reliées par le cours intermittent du Río Desaguadero, forment une ancienne zone humide de 962 370 hectares. Pratiquement à sec pendant une grande partie de l'année, elles sont classées depuis le 14 décembre 1999 parmi les espaces protégés par la convention de Ramsar (n°1012). Une partie de cette aire est comprise dans le parc national Sierra de las Quijadas. Elle abrite une biodiversité importante avec plus de 50 espèces d'oiseaux aquatiques. Les communautés locales de laguneros, estimées à 2 000 personnes en 2007, bénéficient d'un programme de réhabilitation.

Paysages du Monte argentin
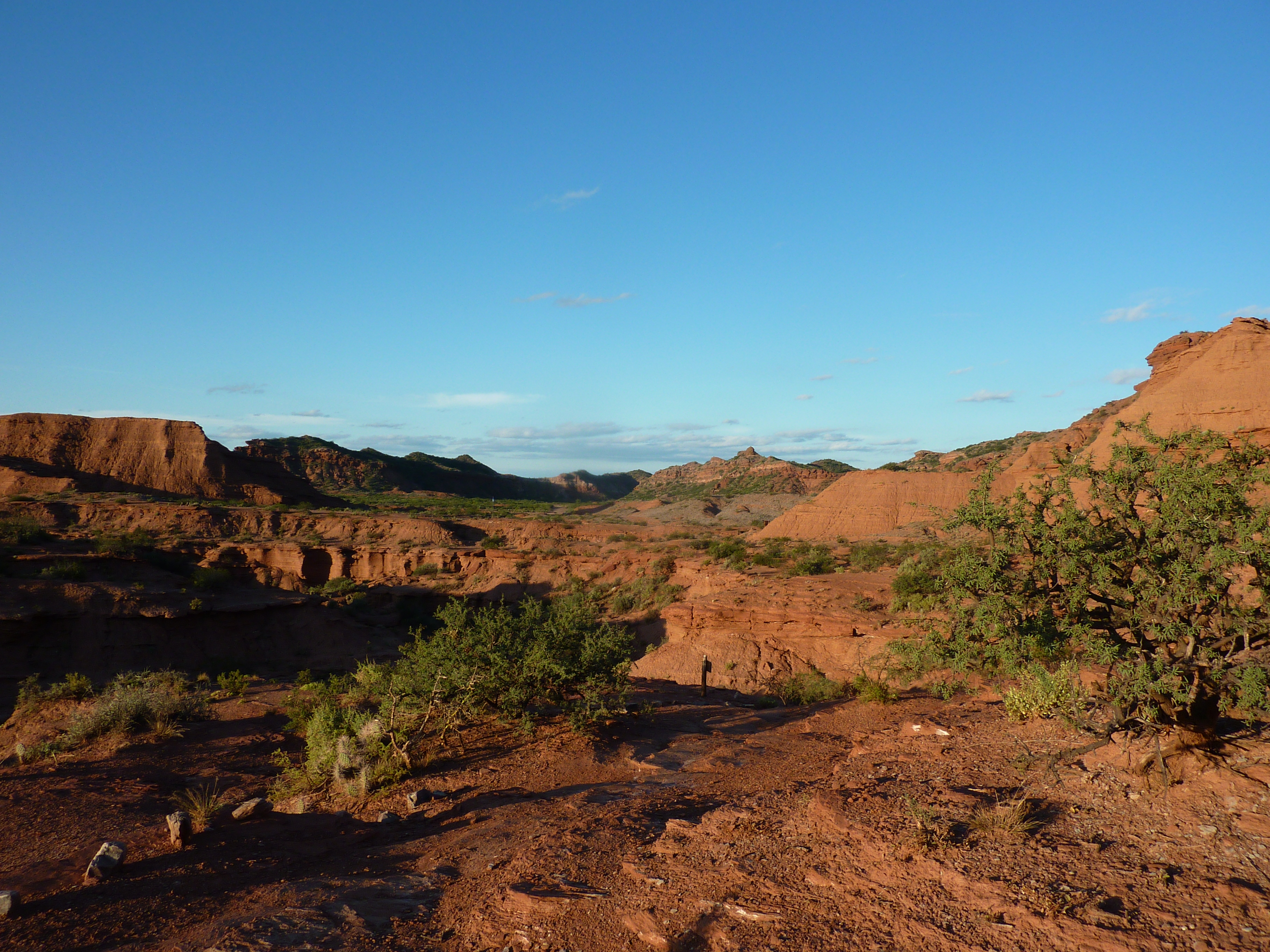
Parc national Sierra de las Quijadas en 2011
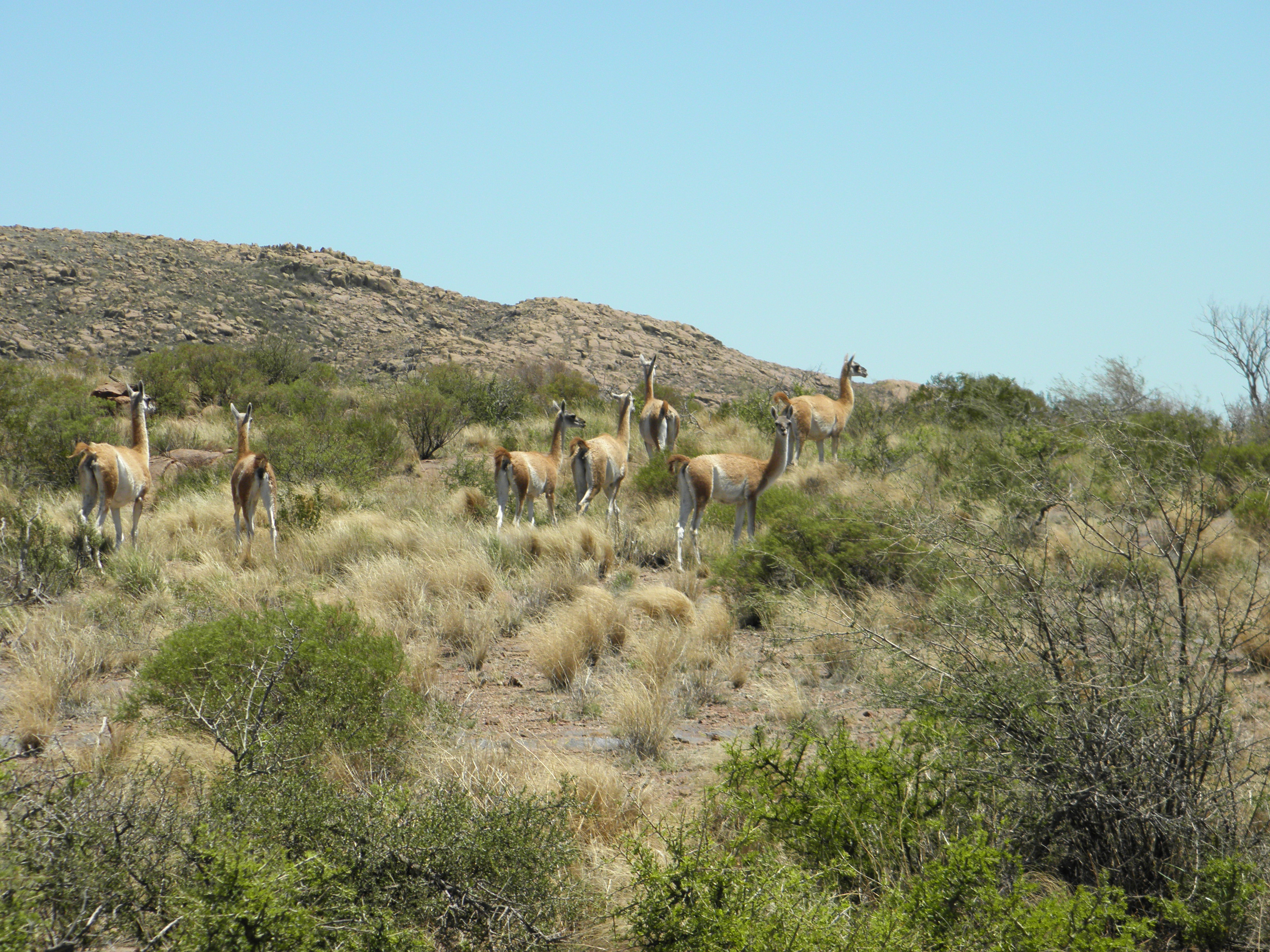
Paysage et guanacos au parc national Lihué Calel en 2012
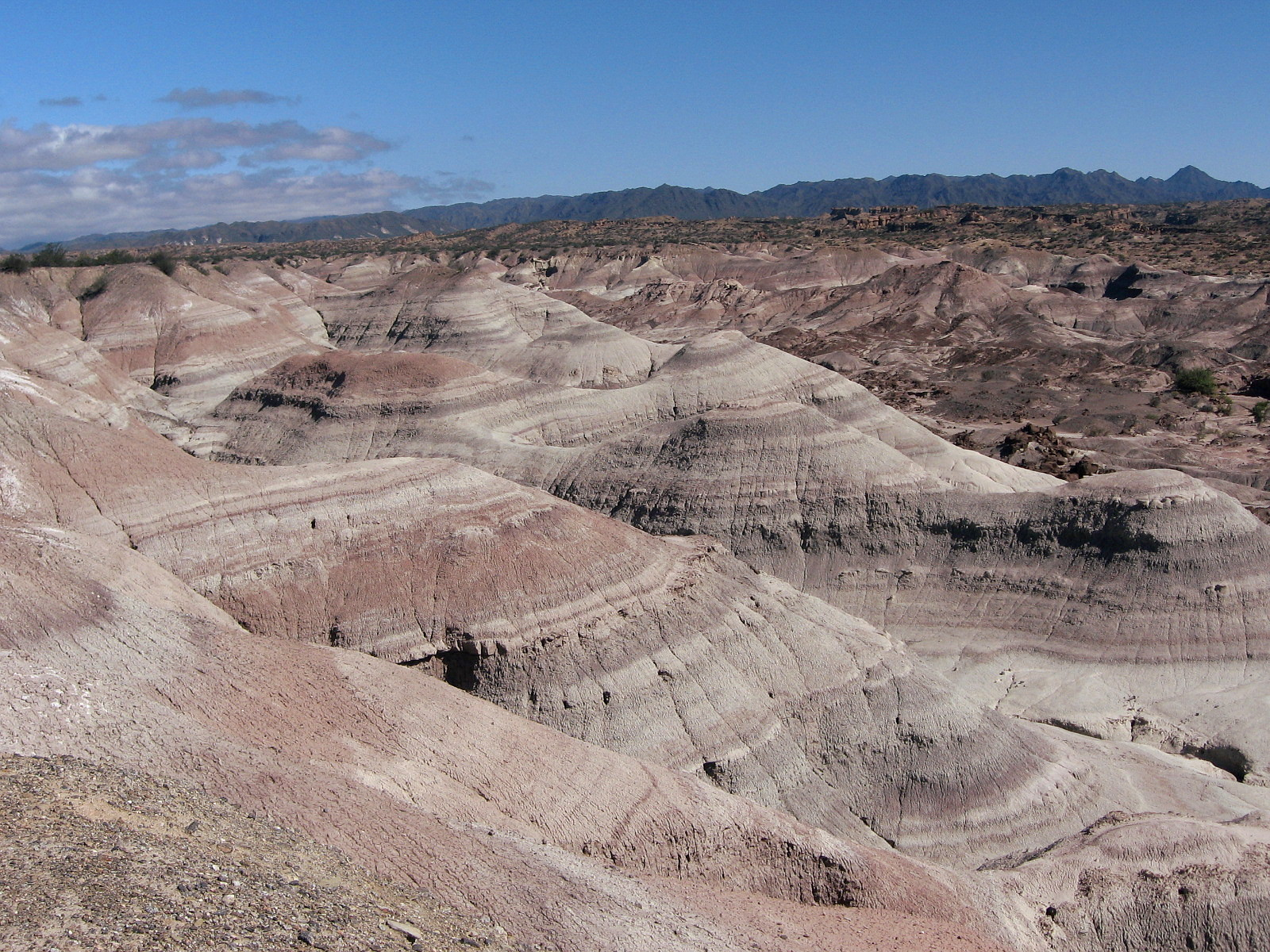
Valle Pintado au parc provincial d'Ischigualasto en 2014

Étendues d'eau du Monte argentin
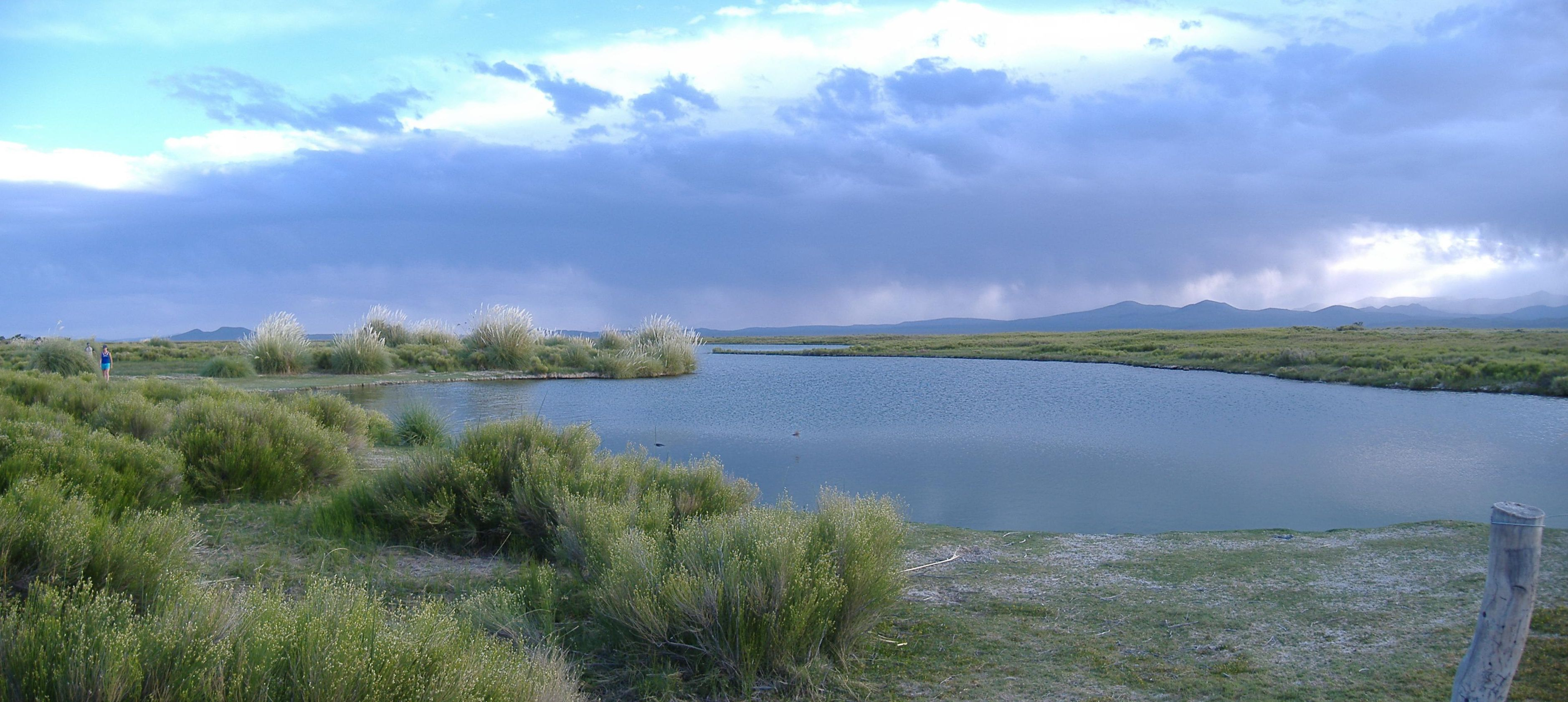
Lagunilla Llancanelo en 2007
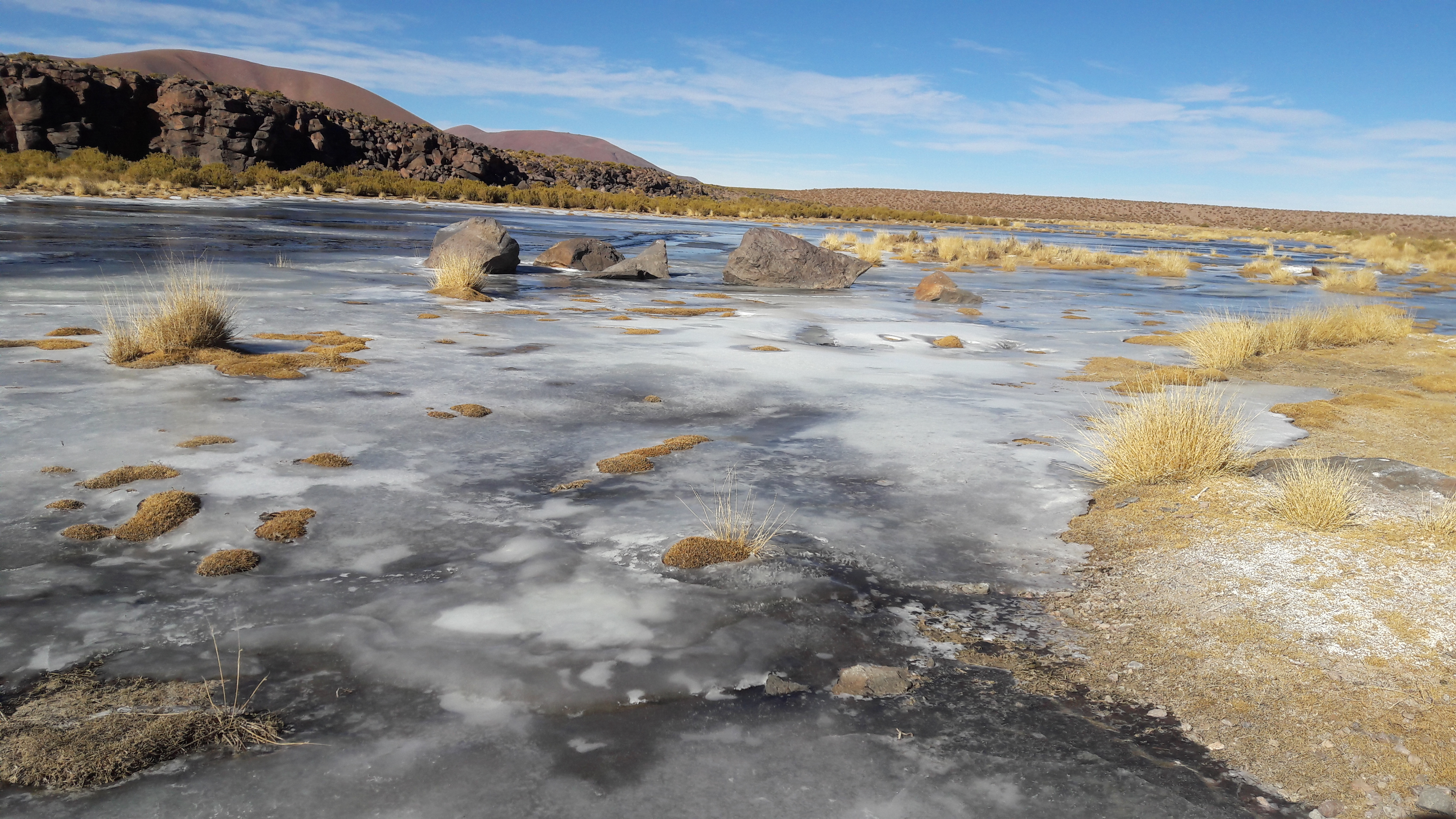
Rivière près du volcan Antofagasta, province de Catamarca, en 2016
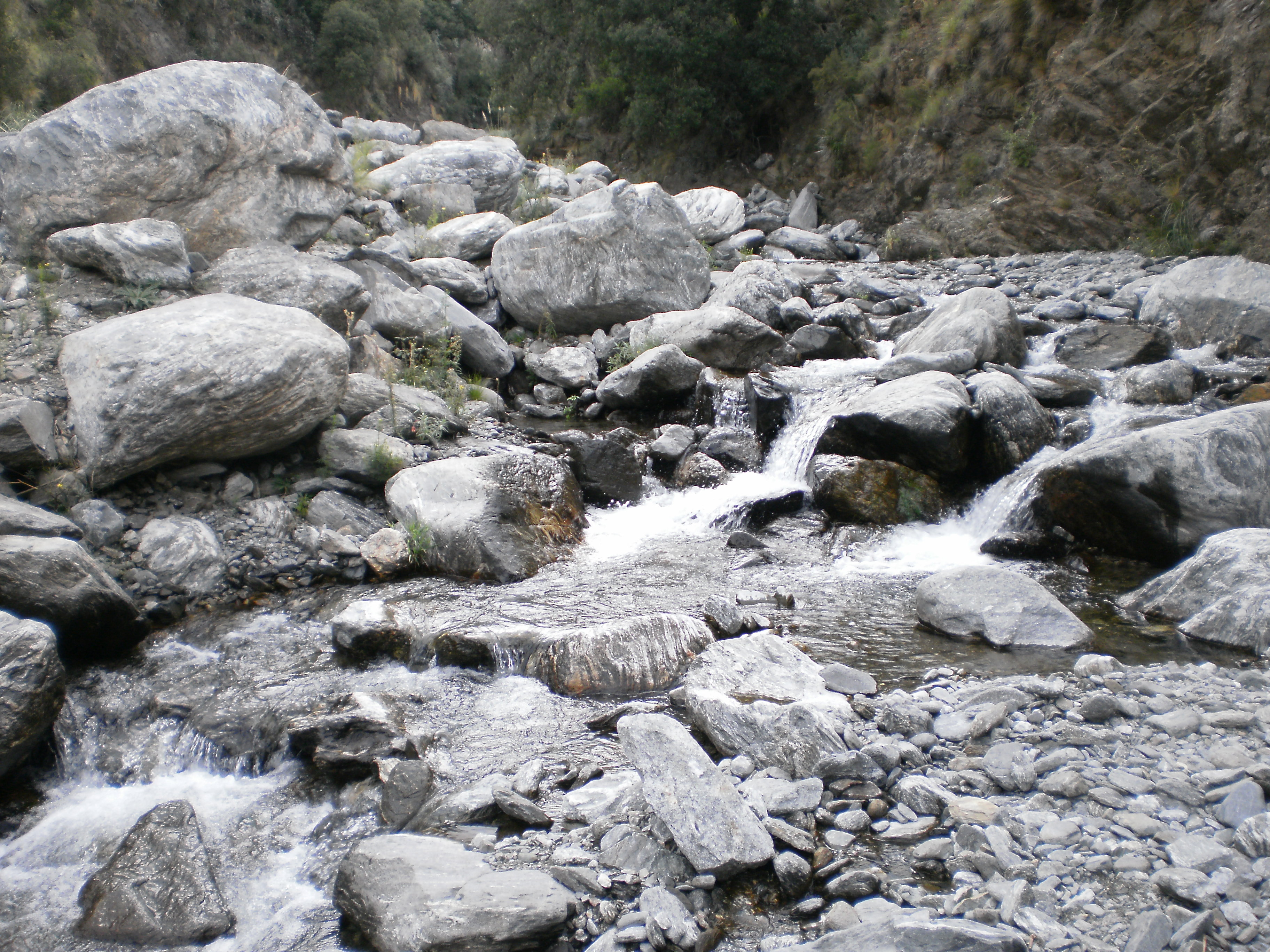
Torrent du Salto del Tabaquillo, province de San Luis, en 2000
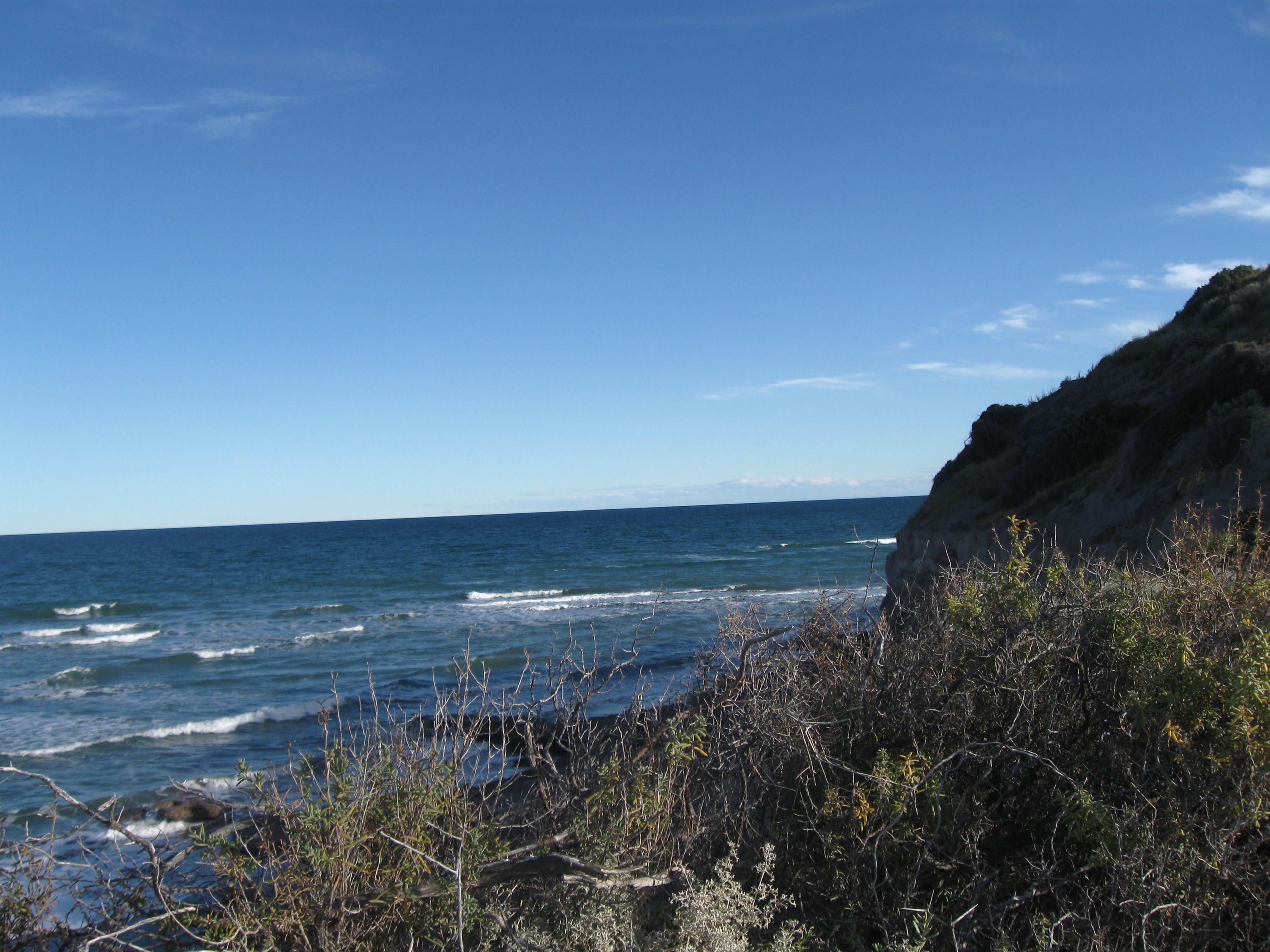
L'océan Atlantique à Caleta de los Loros en 2008

Climats du Monte argentin
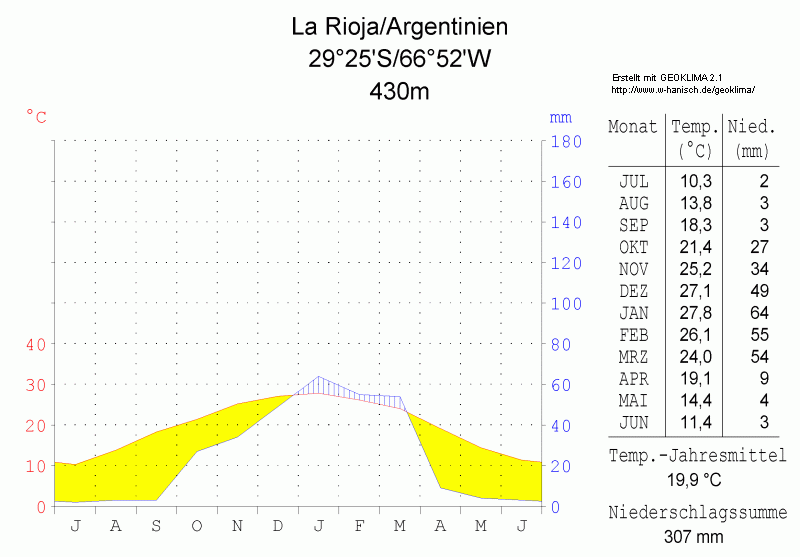
La Rioja, altitude 430 m
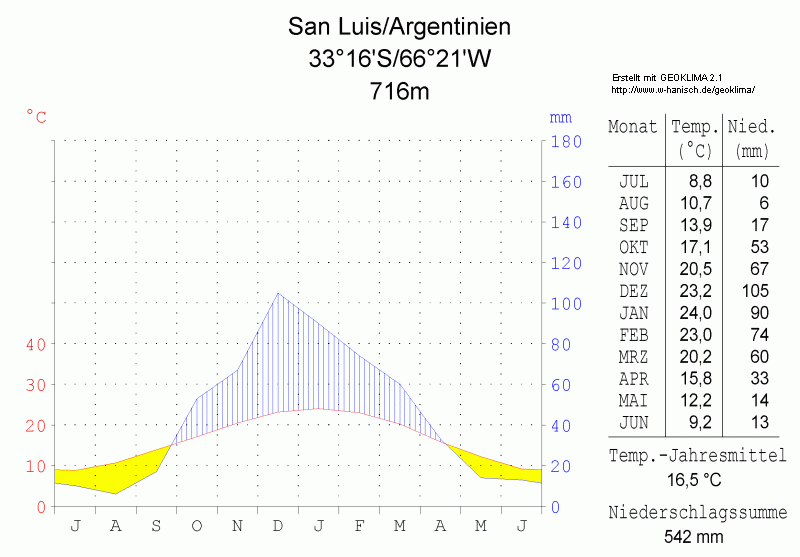
San Luis, altitude 716 m
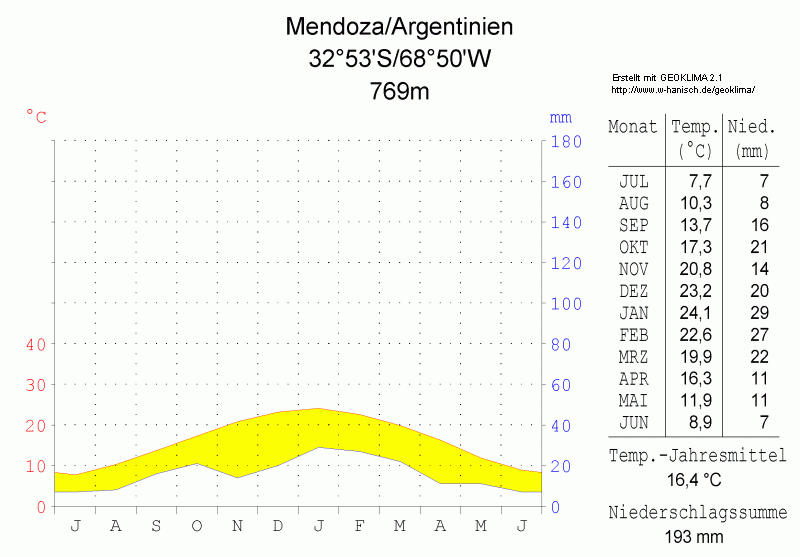
Mendoza, altitude 769 m

## Histoire

### De la préhistoire à la conquête

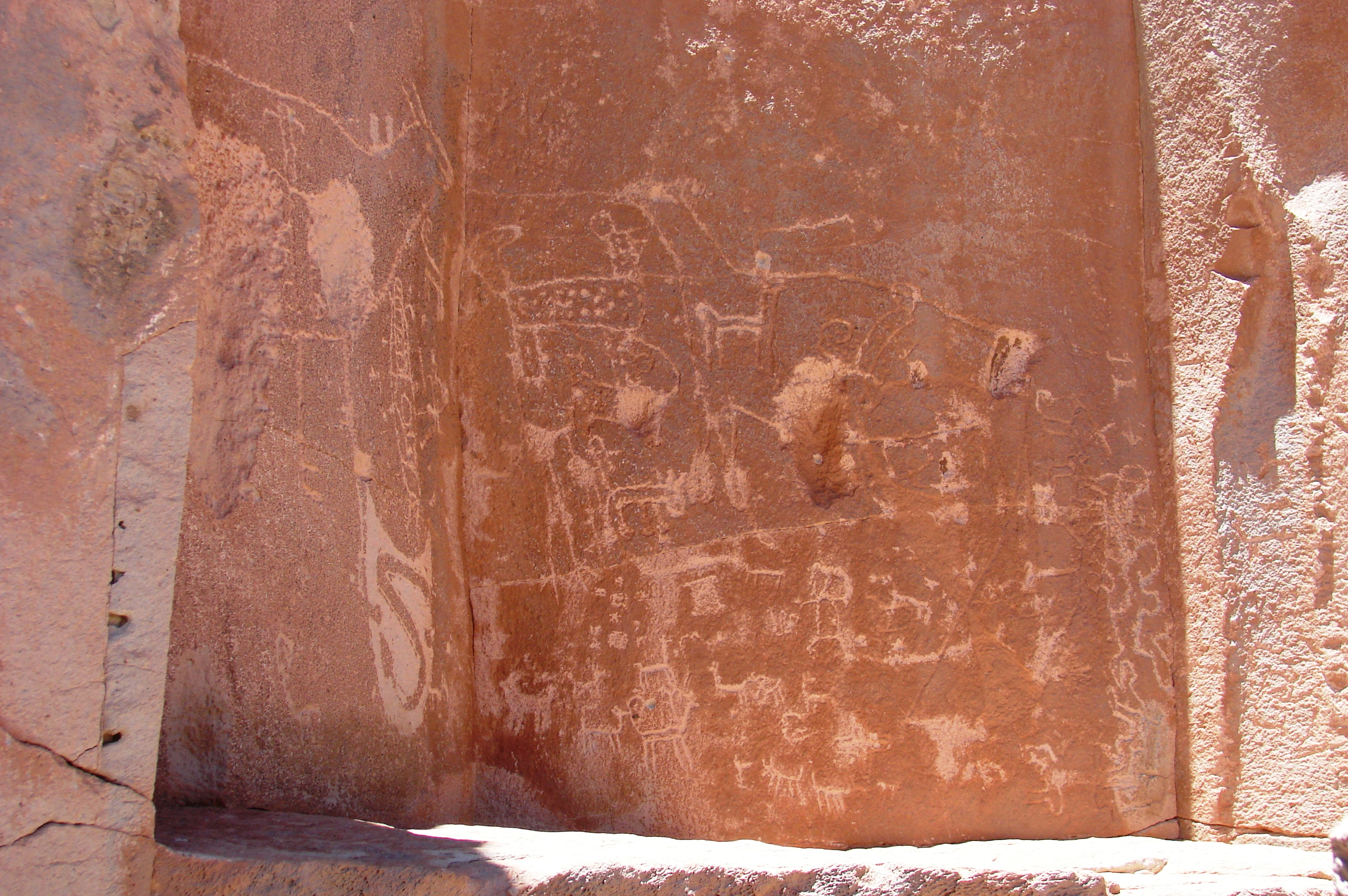
Gravure rupestre dans la Sierra Catamarca.

Pendant les glaciations du Pléistocène, la végétation de haute montagne descend beaucoup plus bas qu'aujourd'hui et la végétation typique du Monte se trouve resserrée à une bande étroite au sud et à l'est de son aire actuelle. Au contraire, pendant les périodes interglaciaires, il est arrivé que le désert du Monte s'étende beaucoup plus loin en Argentine et jusqu'au Brésil.
Le peuplement agricole de la région s'est fait, dès l'époque précolombienne, par le massif andin : les Amérindiens de la région andine ont pour principal animal d'élevage le lama qui ne vit qu'à plus de 2 000 m d'altitude, et leur agriculture est adaptée aux milieux de hautes vallées et de piedmont. Avant l'arrivée des colons espagnols, les plaines n'abritent qu'une population très réduite de chasseurs de vigognes et de cervidés. Cependant, le site archéologique des Hornillos Huarpes, aujourd'hui compris dans le parc national Sierra de las Quijadas, révèle une importante concentration de 25 fours de poterie vers l'an 1000 de notre ère.
Les Espagnols, empruntant les Chemins incas venus du Pérou, développent leurs premières villes dans les oasis : Tucumán, Córdoba, Santiago del Estero. L'oasis de Tucumán, aux XVIIe et XVIIIe siècles, développe des cultures irriguées pour nourrir la nombreuse population autochtone condamnée au travail forcé dans les mines d'argent du Potosi, à 900 km plus au nord ; un peu plus haut en altitude, les berges de rivière autour de Santiago del Estero permettent une culture de blé en période de décrue. L'élevage des mulets, bêtes de somme indispensables et plus robustes que les lamas, connaît une grande extension de Córdoba à Entre Ríos.

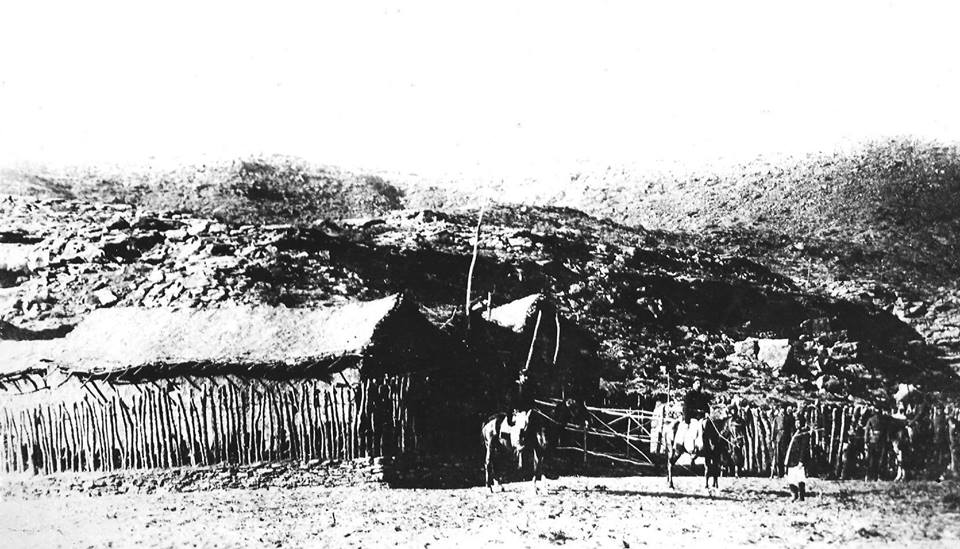
Fortin Paso de los Indios, province de Neuquén, v. 1880.

La plaine aride située plus au sud, entre les Andes et la Sierra de Córdoba, est peuplée par les Huarpes, des nomades qui n'ont pas ou peu de relations avec les populations agricoles andines : une de leurs tribus, les Huanacaches, a laissé son nom à la lagune de Guanacache. L'Empire inca domine pendant un demi-siècle les Huarpes de la région andine sans beaucoup s'étendre vers la plaine. Sous la colonisation espagnole, les Huarpes de la région andine, partagés entre les chefferies de Calingasta et Guanacache, sont rattachés à la Capitainerie générale du Chili. Comme d'autres peuples autochtones, ils sont sédentarisés, évangélisés, soumis à la déportation et au travail forcé dans les mines ; en outre, ceux de la frontière méridionale subissent les razzias des nomades Mapuches.
Les Indiens Pehuenches, restés indépendants après la guerre d'indépendance argentine, sont soumis par la république argentine lors de la campagne militaire de la Conquête du Désert (1869-1888). À la fin du XIXe siècle, les Huarpes sont supposés avoir disparu par acculturation forcée et métissage ; cependant, lors du recensement de 2001, 12 704 habitants des provinces de San Juan et Mendoza se disent Huarpes.

### Après la conquête
Au XIXe siècle, les mines d'argent périclitent et cessent d'acheter leur ravitaillement au piedmont argentin. L'économie du pays se tourne vers l'Atlantique et les oasis du Monte se consacrent à la culture de la canne à sucre. Le chemin de fer de Buenos Aires atteint Córdoba en 1878. De 5 000 hectares en 1880, la surface cultivée en canne passe à 230 000 hectares vers 1910 : les plantations attirent une main-d'œuvre nombreuse et la population s'élève un demi-million d'habitants au début du XXe siècle. Cependant, la déforestation, l'épuisement des sols et la vulnérabilité au gel entraînent l'abandon d'une partie des terres et le déplacement des cultures vers Jujuy et la frontière nord.

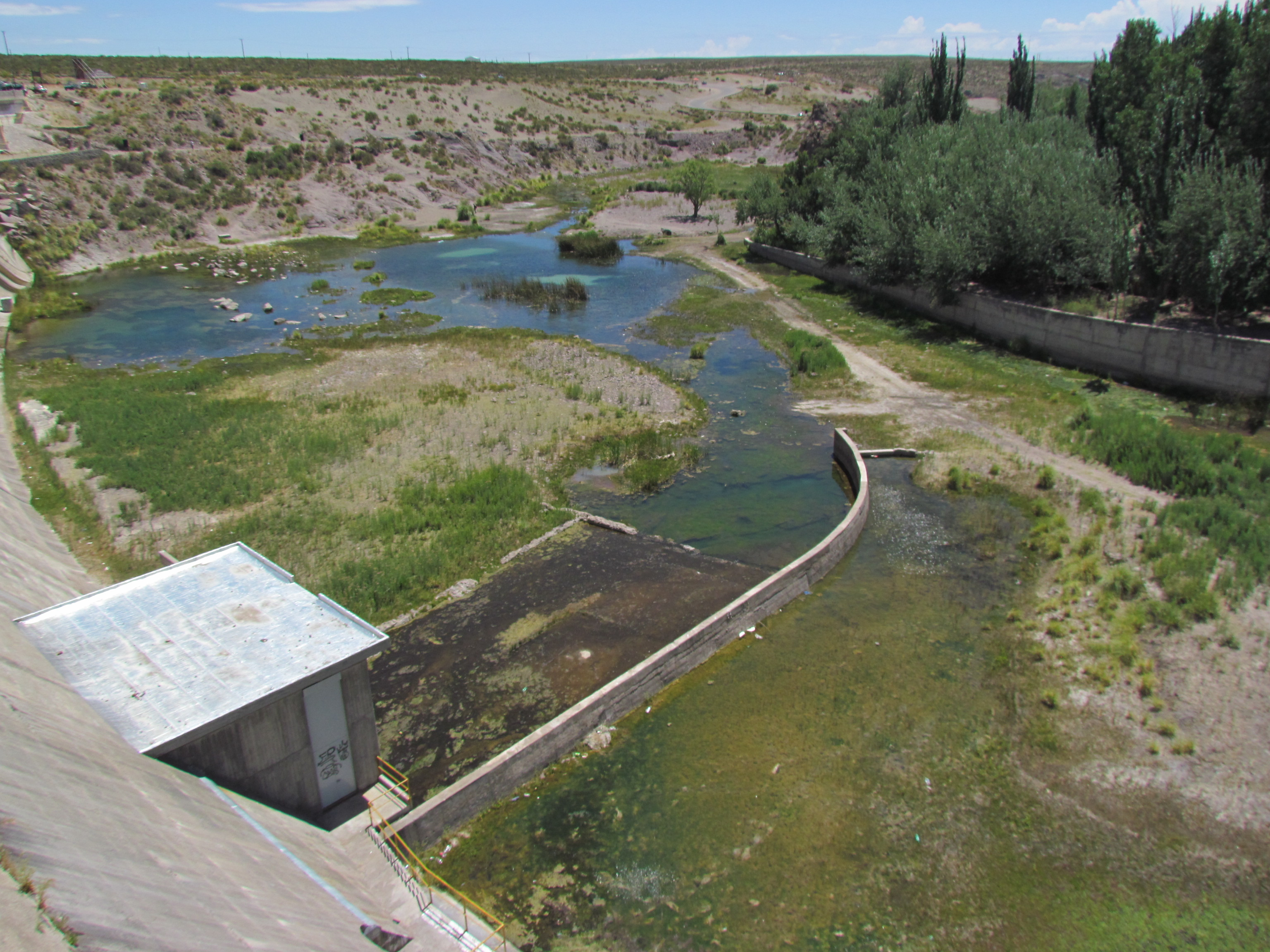
Le barrage d'El Nuhuil en basses eaux, 2015.

Aux XXe et XXIe siècles, la population reste essentiellement concentrée dans les centres urbains et les oasis où l'agriculture irriguée est possible, de sorte que de vastes zones du Monte sont presque vides de présence humaine. Cependant, de grandes superficies ont été dégradées par le surpâturage, les coupes de bois, l'exploitation minière et pétrolière : le WWF estime que 58 millions d'hectares ont été dégradés au cours des 150 dernières années. L'élevage consiste en chèvres, moutons et bovins. La petite ville de Malargüe (province de Mendoza) a un festival de la chèvre.
Plusieurs cours d'eau sont coupés par des barrages hydroélectriques comme le Río Atuel et le Río Diamante. Les Termas de Río Hondo (province de Santiago del Estero) sont une station thermale renommée, proche d'un lac artificiel.

## Flore
Le paysage végétal du désert du Monte est souvent similaire à celui des déserts de Sonora et de Chihuahua en Amérique du Nord. La végétation dominante est une fruticée (matorral) de buissons résineux à feuilles persistantes : zygophyllacées telles que Larrea (en espagnol, jarilla), Bulnesia (retamos), Plectocarpa (mancapotrillos). On rencontre aussi Monttea aphylla (es) (mata sebo), Bougainvillea spinosa (es) (monte negro), Prosopis (algarrobo) et plusieurs espèces de cactus, broméliacées ainsi que d'acacias, Cassia et Geoffroea.
Le jarillal est la végétation la plus représentative du désert, il forme des touffes éparses dans les sols sableux ou rocheux-sableux. Des herbacées poussent rapidement après les pluies comme Portulaca grandiflora (flor de seda). Le mesquite forme des forêts galeries le long des rivières. Selon la nature du sol, les bois de mesquite abritent des communautés édaphiques de Baccharis salicifolia (chilca) et Tessaria dodonaefolia (es) (pájaro bobo) dans les terrains humides, Atriplex en sol argileux, Suaeda divaricata et Allenrolfea vaginata (es) en sol salé.
Plusieurs plantes sont endémiques à cette région comme Romorinoa girolae (chica) et Gomprhena colosacana var andersonii, typiques du parc national Sierra de las Quijadas, ou très peu répandues en Argentine comme Halophytum ameghinoi (verdolaga).

Flore du Monte argentin
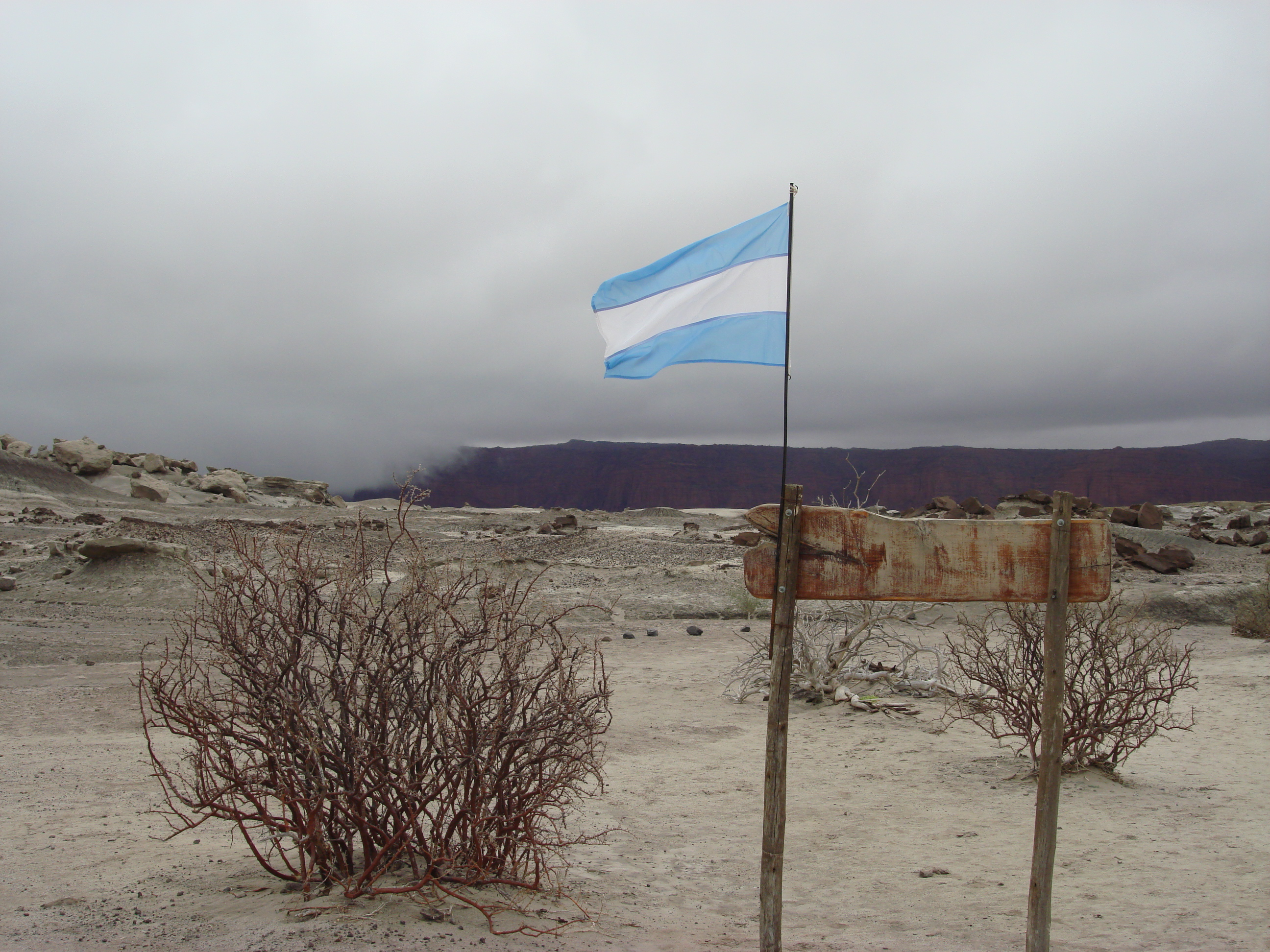
Végétation et drapeau argentin à Ischigualasto en 2012
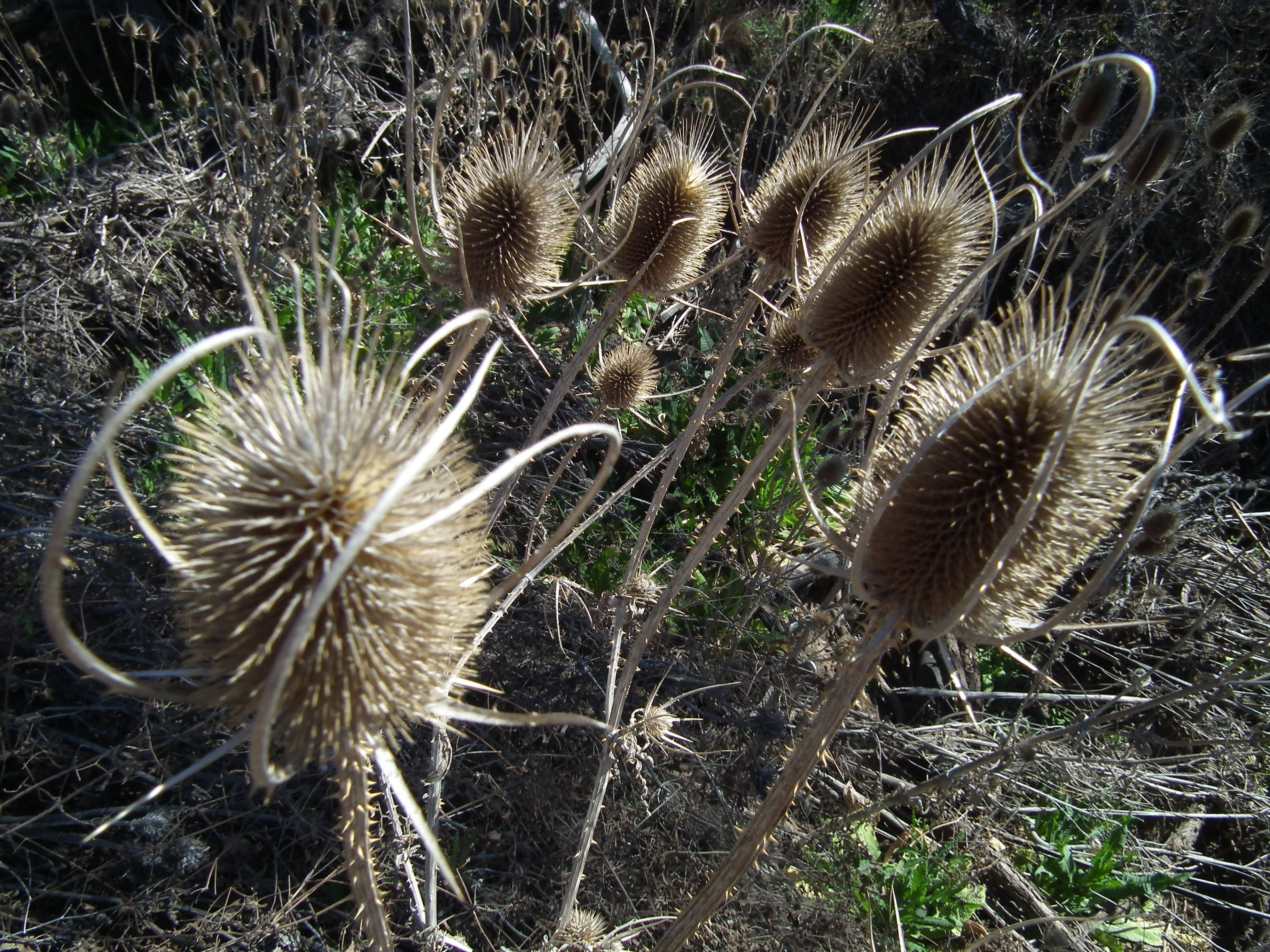
Végétation du parc national Lihué Calel en 2011
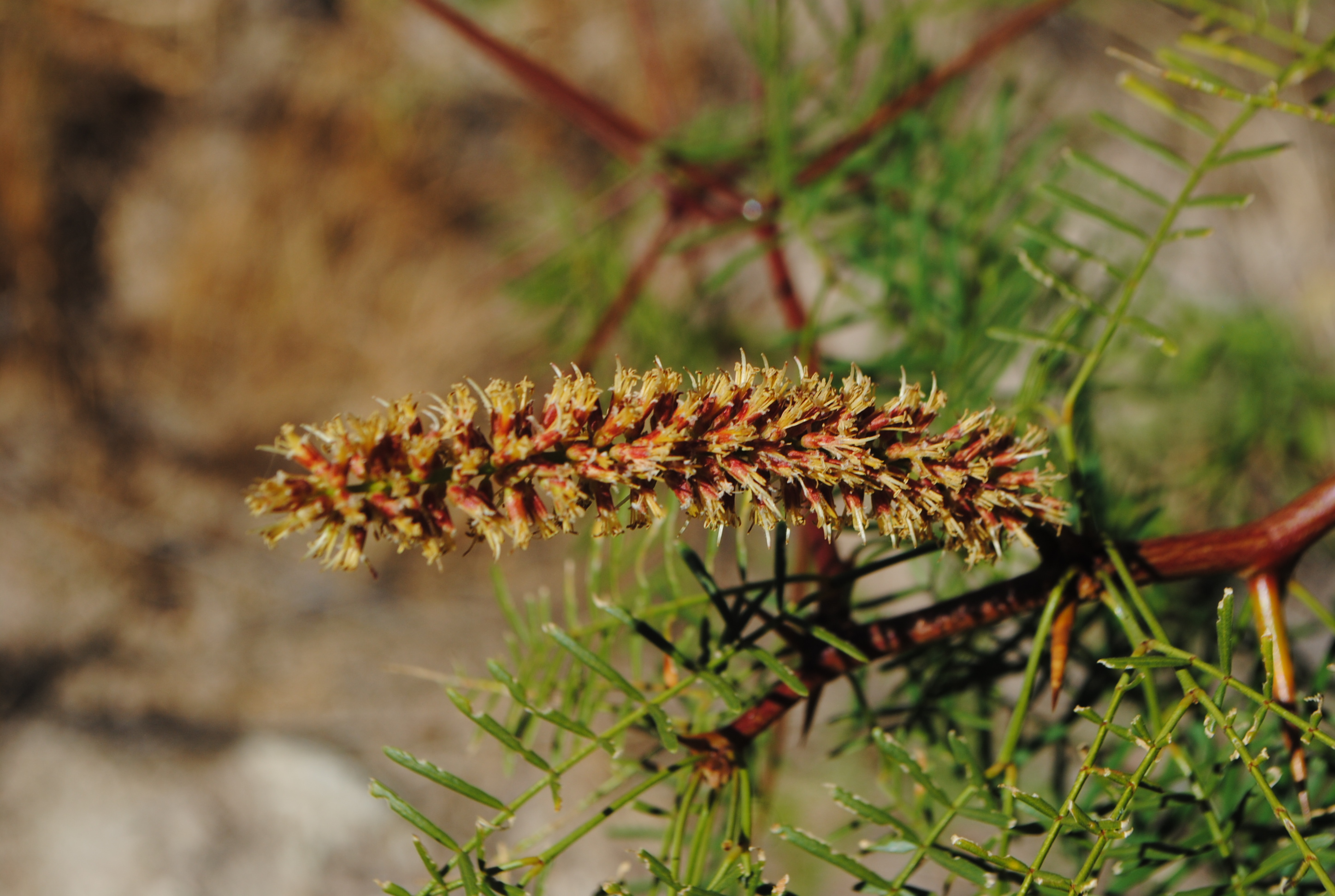
Prosopis alpataco dans la province de Rio Negro en 2015
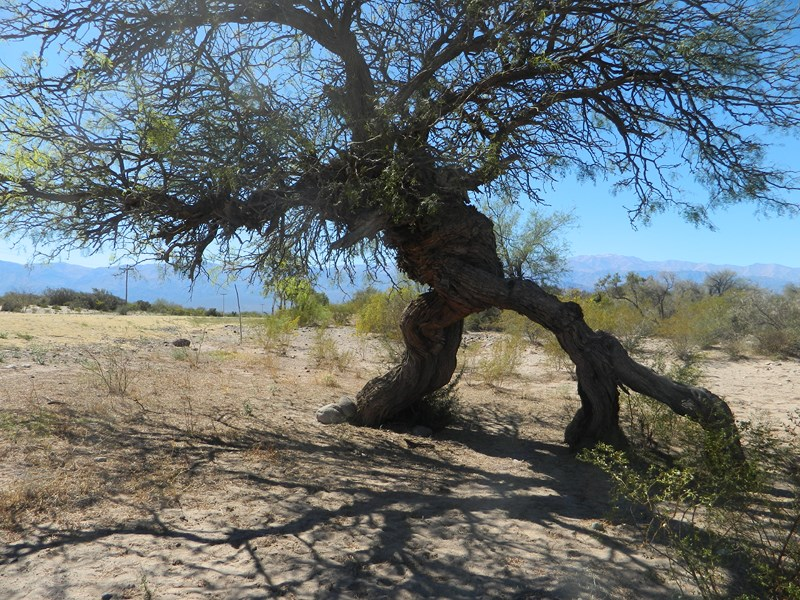
Arbres enlacés à Villa San José de Vinchina en 2015

## Faune
Parmi les mammifères figurent le petit tatou velu (piche llorón) et le  tatou nain (pichiciego), le puma, le renard gris d'Argentine (zorro gris chico), la mouffette de Patagonie, la belette de Patagonie, le guanaco, le mara. Plusieurs espèces endémiques sont menacées ou en danger dont le tatou nain, le rat-viscache roux, le tuco-tuco de Guaymallén, Octomys mimax (vizcacha del monte), Andalgalomys roigi (es) (pericote) et Salinomys delicatus (es) (ratón delicado de los salares). Plusieurs espèces de rongeurs habitent les zones humides : deux espèces de Graomys (G. sp. et G. griseoflavus) ainsi que Phyllotis darwini, Akodon varius, Calomys laucha, Oryzomys longicaudatus et le cobaye nain austral. Ces espèces restent généralement à proximité des points d'eau permanents ; seuls graomys, le cobaye et le mara font des séjours prolongés en zone sèche.
L'avifaune comprend au moins 235 espèces dont 150 résidents permanents, 24 oiseaux migrateurs, 60 à la fois résidents et migrateurs, 15 résidents et nomades, 1 migrateur et nomade. Leurs habitats et lieux de reproduction varient beaucoup d'une année à l'autre en fonction des ressources ou des incendies, certaines ayant leur habitat saisonnier en Patagonie. Parmi les espèces les plus caractéristiques figurent le tinamou élégant  (copetona), le tinamou de Darwin (inambú pálido ou petiso), le chipiu cannelle (monterita canela), le conure de Patagonie (loro barranquero ), etc. Certaines espèces sont menacées dont le faucon pèlerin (halcón peregrino) et la buse couronnée (águila coronada).
Parmi les reptiles, on trouve le tégou rouge (iguana colorada) et les serpents Pseudotomodon trigonatus (falsa yarará), Bothrops ammodytoides (yarará ñata), boa constricteur occidental (lampalagua) et Xenodon semicinctus (falsa coral). Parmi les amphibiens, Pleurodema nebulosum.
Le Cône Sud est relativement isolé depuis l'Oligocène : la faune d'insectes du Monte compte 10% de genres et 35% d'espèces endémiques.

Animaux terrestres du Monte argentin
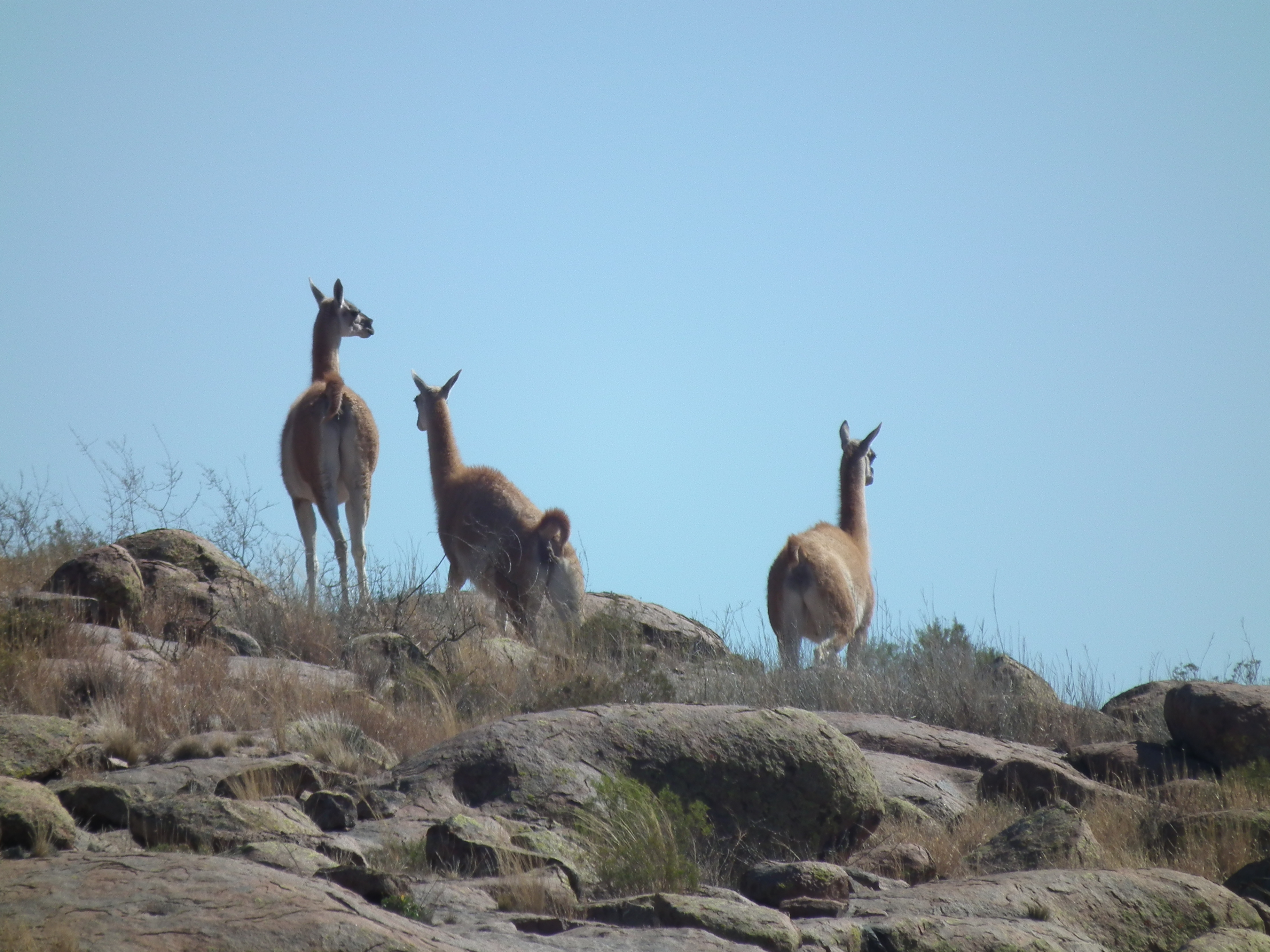
Guanacos au parc national Lihué Calel en 2011
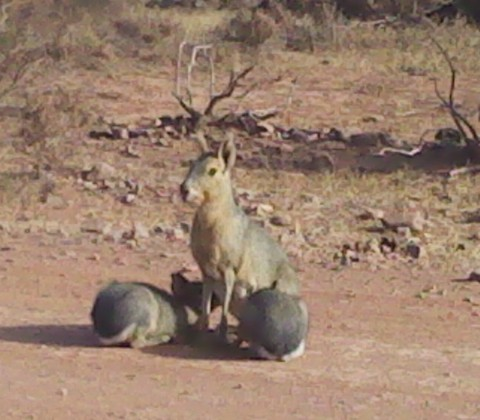
Famille de maras au parc national Sierra de las Quijadas en 2014
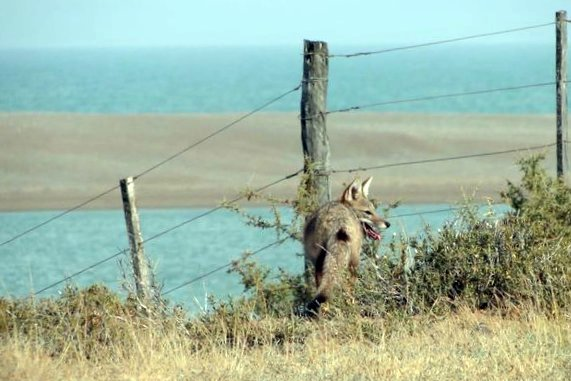
Renard gris sur la péninsule Valdés en 2009
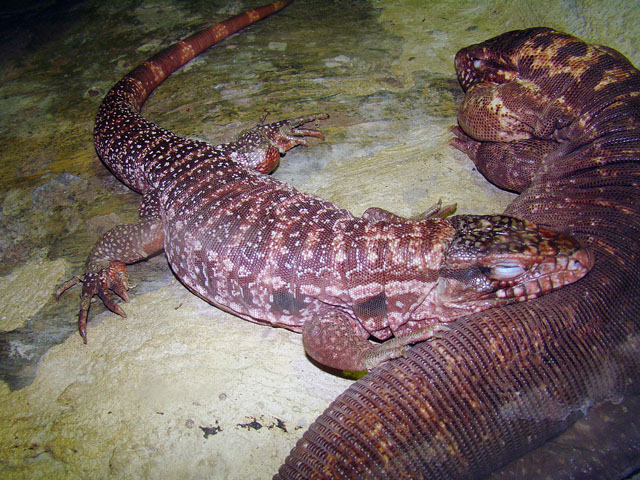
Tégous rouges au Zoo de Buenos Aires en 2009

Oiseaux du Monte argentin
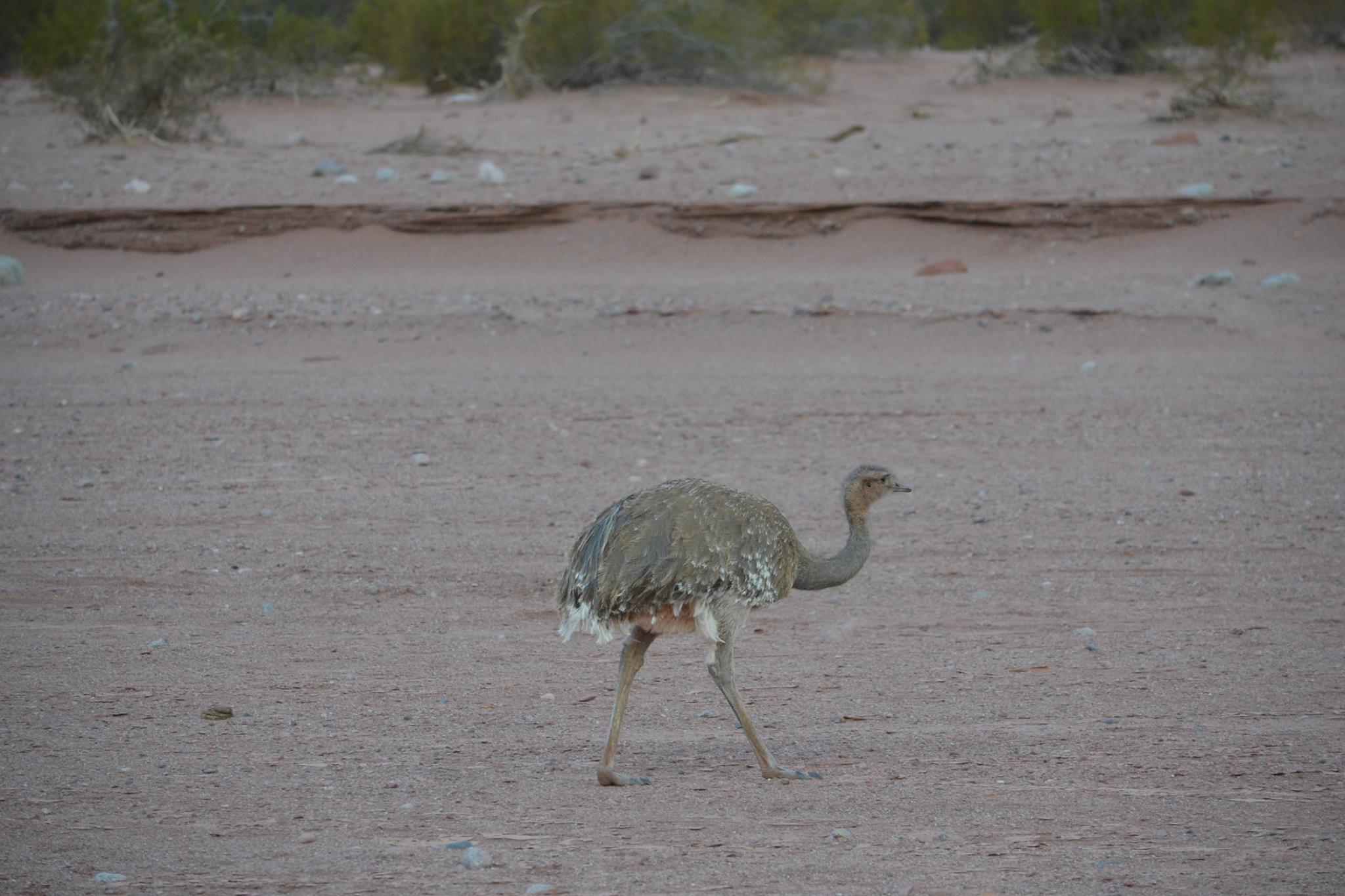
Nandou de Darwin au parc national Talampaya en 2017
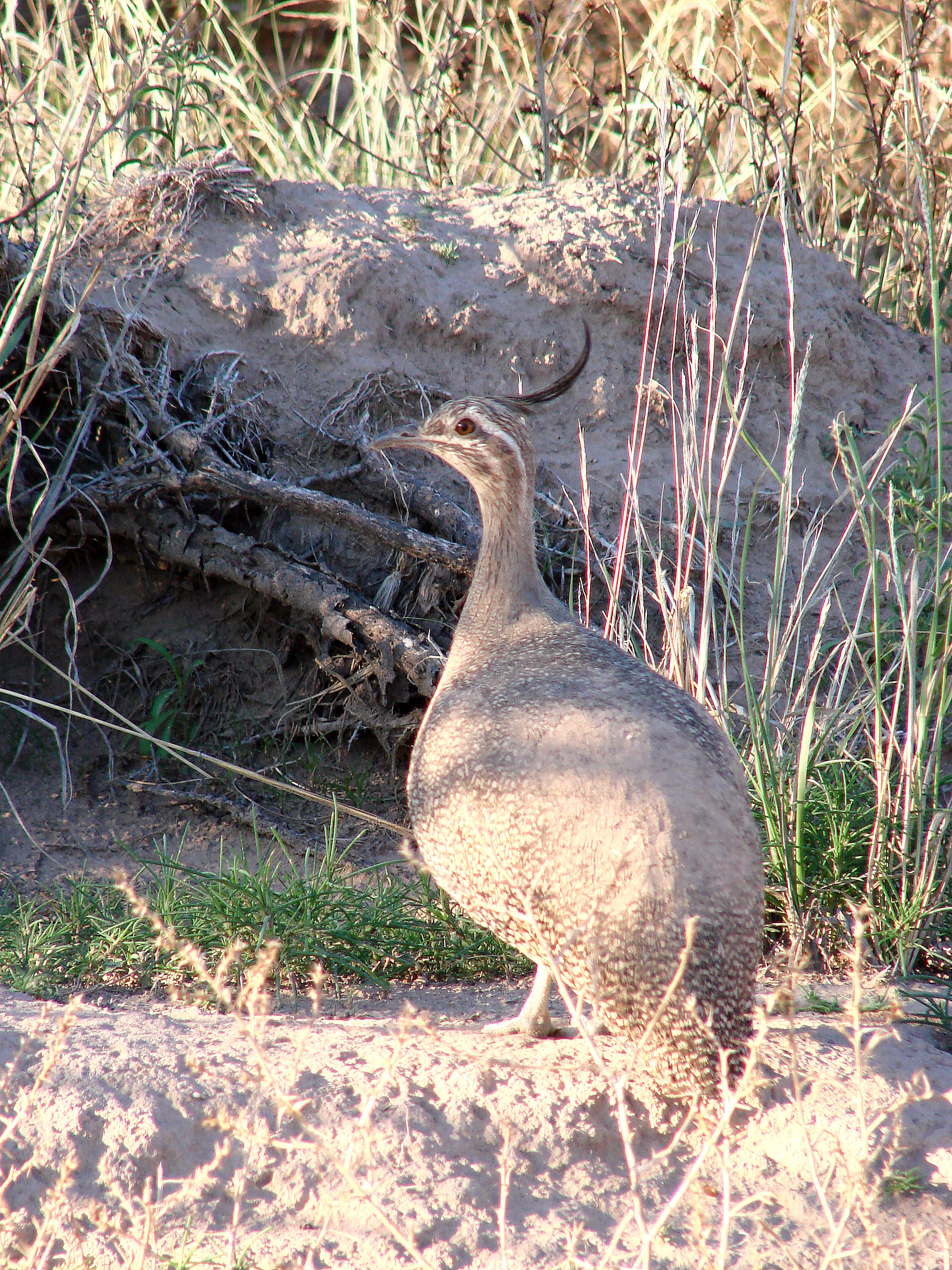
Tinamou élégant (copetona) à Nacuñán en 2011
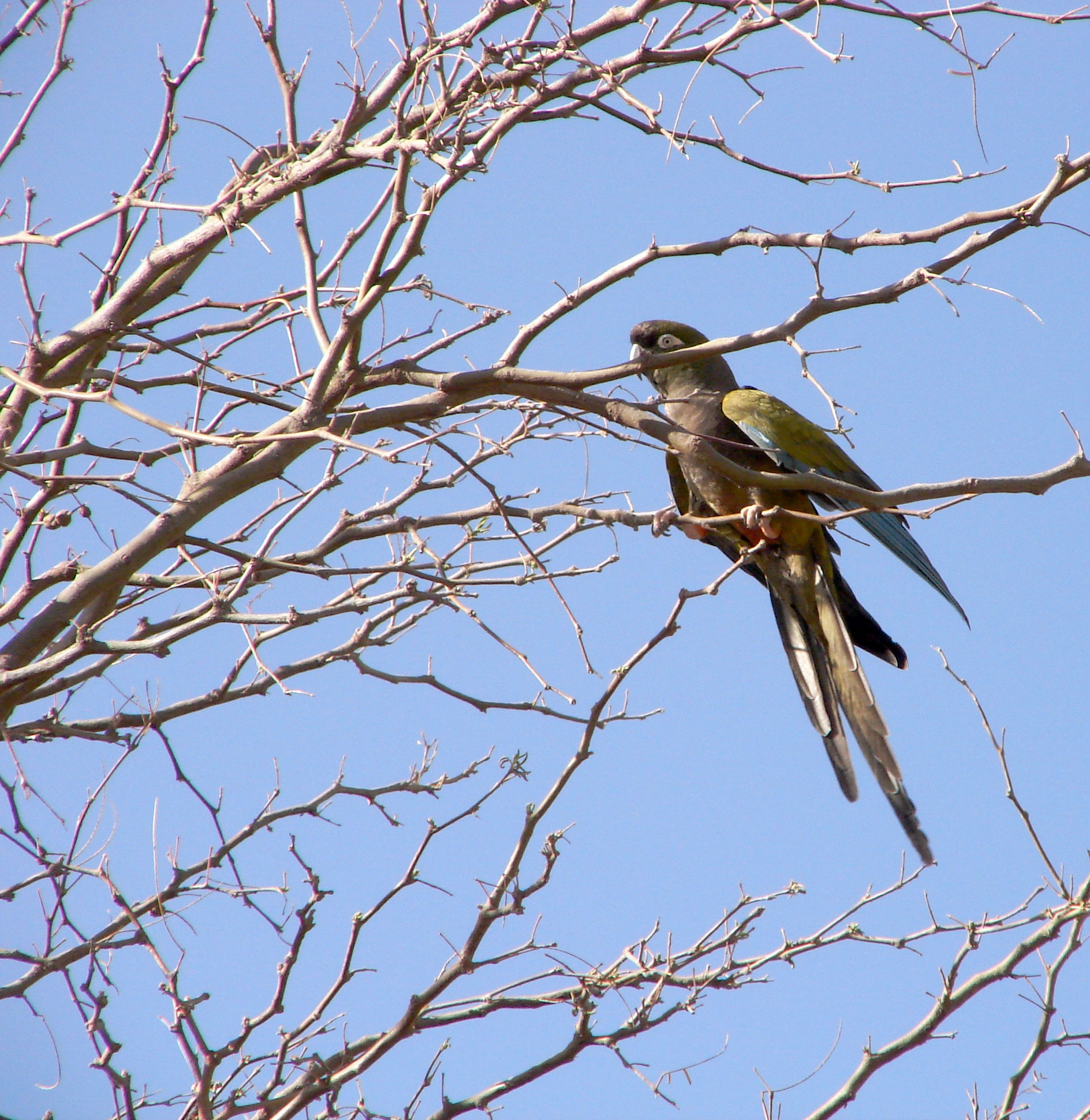
Conure de Patagonie dans la province de Salta en 2007

## Aires protégées

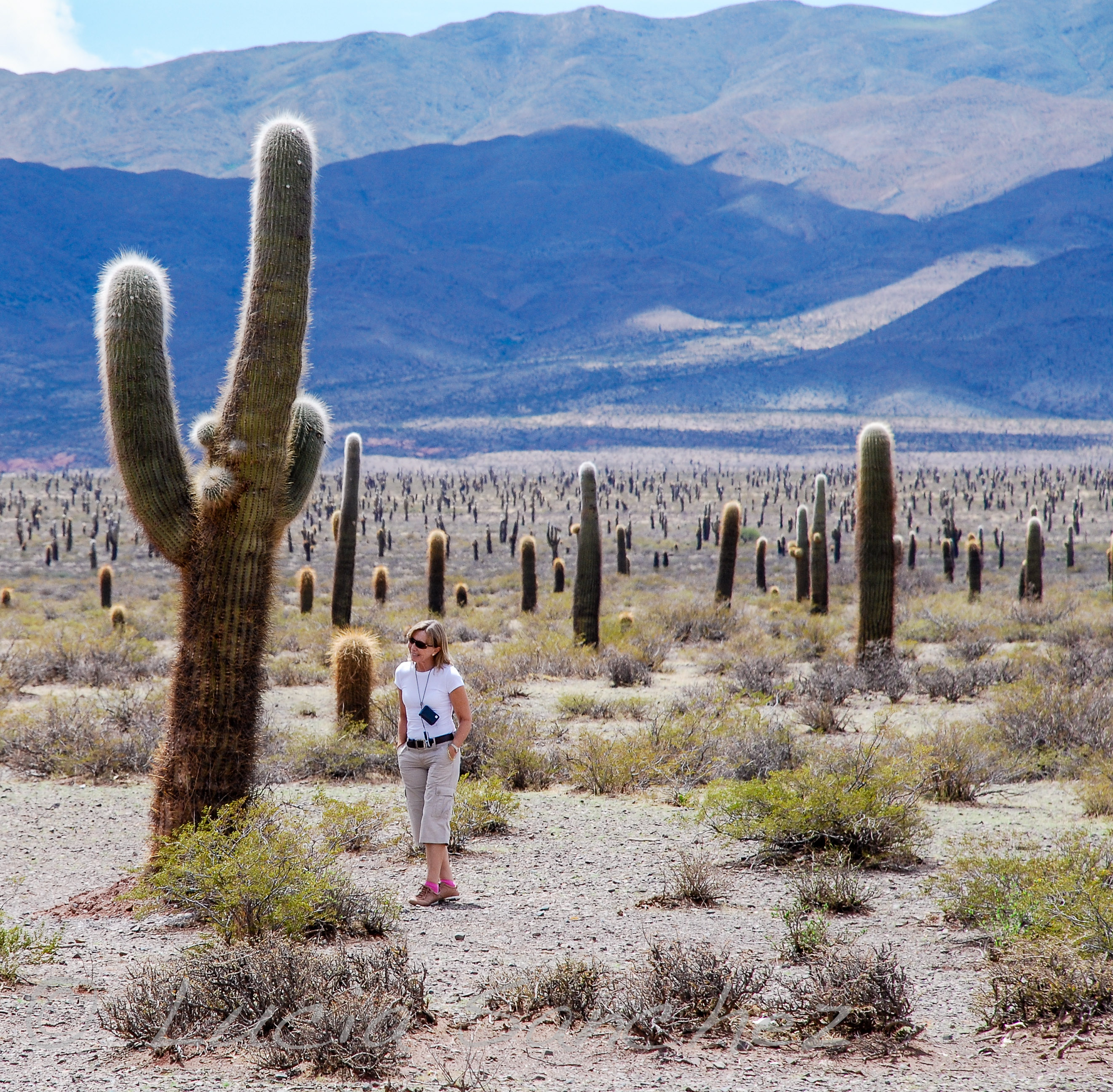
Cactus au parc national Los cardones en 2012.

Le Monte compte un certain nombre de parcs nationaux et aires protégées qui ne représentent, toutefois, que 2% de sa superficie, et le cycle de vie de beaucoup d'espèces dépend de séjours dans des aires non protégées. Ce sont, du nord au sud :
- Province de Salta :
  - Parc national Los Cardones
- Province de La Rioja
  - Parc national Talampaya
- Province de San Juan :
  - Parc naturel provincial Ischigualasto
  - Parc national San Guillermo
  - Parc naturel provincial Valle Fértil (en partie dans l'écorégion)
- Province de Mendoza :
  - Parc naturel provincial Divisadero Largo (es)
  - Parc naturel provincial Lagunilla Llancanelo

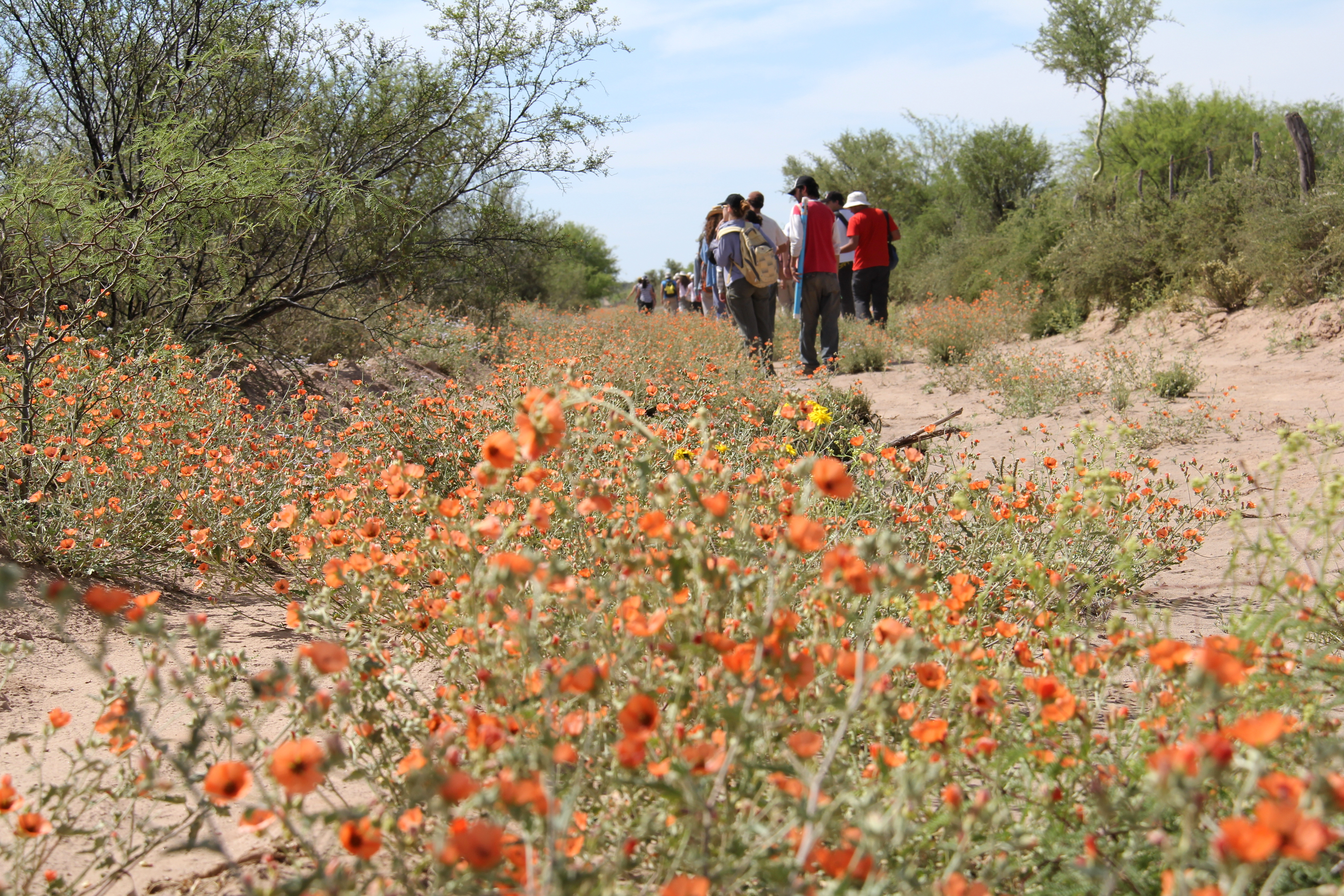
Désert fleuri à Ñacuñán en 2014.

- - Réserve de biosphère de Nacuñán (es)
  - Parc naturel provincial Bosques Telteca (es)
- Province de San Luis :
  - Parc national Sierra de las Quijadas
- Province de La Pampa :
  - Parc naturel provincial La Humada (es)
  - Parc naturel provincial La Reforma (es)
  - Parc national Lihué Calel
  - Parc naturel provincial Salitral Levalle

- Province de Neuquén : 

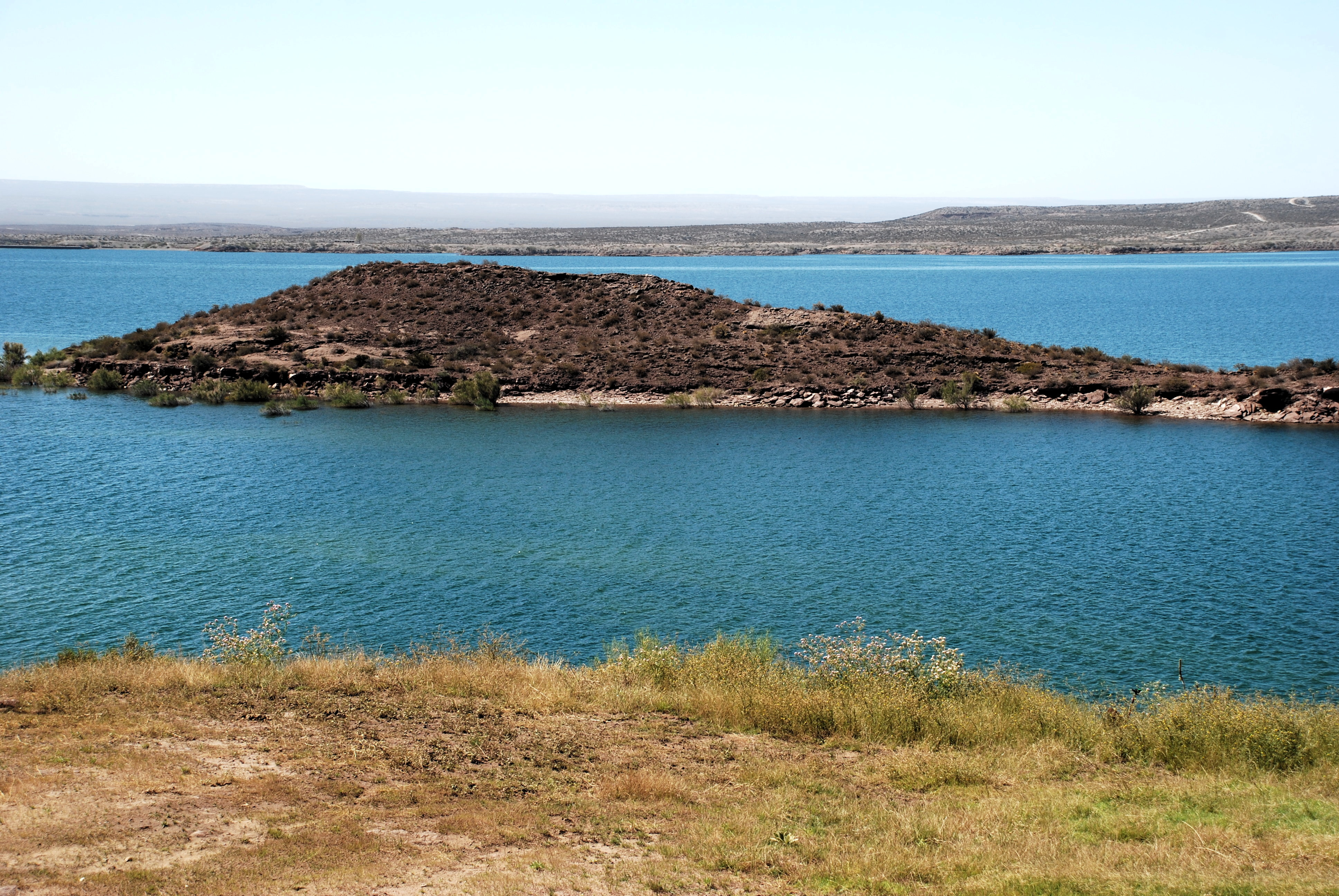
Lac El Chocón dans le parc El Mangrullo en 2011

  - Parc naturel provincial El Mangrullo (es)
- Province de Rio Negro :
  - Parc naturel provincial Caleta de los Loros (es)
  - Parc naturel provincial Cinco Chañares (es)
  - Parc naturel provincial Complejo Islote Lobos (es)
- Province de Chubut :
  - Parc naturel provincial de la péninsule Valdés

## Sources et bibliographie
- (en) Cet article est partiellement ou en totalité issu de l’article de Wikipédia en anglais intitulé « Argentine Monte » (voir la liste des auteurs) dans sa version du 20 avril 2020.
- World Wildlife Fund, Southern South America: Southern Argentina, stretching northward,
- Wayne Bernhardson, Argentine, Les Guides de voyage National Geographic, juin 2012
- W. Richard J. Dean, Nomadic Desert Birds: With 32 Tables, Springer, Berlin, 2004
- Pierre Deffontaines, Les oasis du piedmont argentin des Andes. In: Cahiers d'outre-mer. N° 17 - 5e année, Janvier-mars 1952. pp. 42-69
- David W. Goodall, Evolution of Desert Biota, University of Texas, 1972,
- Sabine Kradolfer, « Les autochtones invisibles ou comment l’Argentine s’est « blanchie » », Amérique Latine Histoire et Mémoire. Les Cahiers ALHIM, 16 | 2008
- Agustín Pieroni, Nosotros, los Indios, Dunken, Buenos Aires, 2015
- I. Prakash, P.K. Ghosh, Rodents in Desert Environments, Dr W. Junk ed., The Hague, 1975
- Ramsar, Lagunas de Guanacache, Desaguadero y del Bebedero,